# Tamara Drewe (film)
A Tamara Drewe 2010-ben bemutatott angol filmvígjáték, rendezője Stephen Frears.
A forgatókönyvet Moira Buffini írta az azonos című, újságban megjelent képregény alapján, aminek írója Posy Simmonds. A képregény Thomas Hardy 19. századi, Far from the Madding Crowd („Távol a zajgó tömegtől”) című regényének modern feldolgozása.
A filmet a 2010-es cannes-i fesztiválon mutatták be májusban, majd egész Franciaországban 2010. július 14-én kezdték vetíteni a mozik.

## Cselekménye
|  | Alább a cselekmény részletei következnek! |

Ewedownba (nem létező falu Dorsetben, Angliában) visszatér Tamara Drewe, egy fiatal, vonzó újságírónő, azzal a céllal, hogy eladja elhunyt édesanyja házát. A helyiek csodálkoznak a kinézetén, mivel pár évvel korábban még vaskos görbe orral rendelkezett, amit valószínűleg egy plasztikai sebész eltüntetett. Andy már akkor érdeklődött utána, amikor még kislány volt, és most is vonzónak találja.
A völgy túloldalán az egyik házban regényírók próbálnak dolgozni csendes magányukban. Nicholas sikeres regényíró, akiért rajonganak a női olvasók, és ő sem veti meg a szebbik nemet. Felesége az egyik szerelmi afférja után hangos veszekedést rendez, de amikor férje hazatér és bocsánatot kér, kibékül vele. A feleség látja el ennivalóval az ott tartózkodó írókat, férjének pedig az írásban segít a tanácsaival.
Tamara meginterjúvolja a falu határában koncertet adó fiatal zenekar dobosát, Bent, akiért rajonganak a lányok, a faluban is van egy komoly rajongója. Mivel a rövid interjú Tamara saját házában történik, hamarosan az ágyban találják magukat Bennel. Ben azonban unja a falusi életet, bár hamarosan megkéri Tamara kezét, aki igent mond neki. Ben visszatér a nyüzsgő Londonba, és Tamara is vele megy. Ben helyi rajongója Tamara nevében egy e-mailt küld, aminek hatására Nicholas hamarosan megjelenik Tamara házában, és szeretkeznek.
Tamara megkéri Andyt, hogy újítsa fel a házat, hogy jobban el lehessen adni, így Andy egyszer észreveszi Nicholas holmiját a fogason, ebből kitalálja, hogy Tamarának viszonya van a férfival (ahogy Ben helyi rajongója, Jody és annak barátnője, Casey is).
Amikor a Tamara nevében elküldött e-mail miatt Ben szakít Tamarával, Jody rájön, hogy hülyeséget csinált, mert így Ben nem fog többet hozzájuk jönni. Ezért ír egy újabb e-mailt, amiben Ben kutyájának őrzését vállalja, mivel a fiú Franciaországba megy koncertezni.
A szabadon rohangáló kutya azonban a teheneket kezdi üldözni, és azok megvadulva eltapossák Nicholast, aki szemrehányást tett az egyik írónak, hogy a feleségét ellene hangolta. Nicholas meghal, a kutyát az egyik szomszédasszony lelövi.
Nicholas felesége Beth, időközben segített ötleteket adni az egyik írónak, aki Thomas Hardyról írt tanulmányt. Nicholas halála után marasztalja az írót, aki el akart utazni, mivel befejezte a könyvét.
Andy és Tamara végül egymásra találnak, Tamara elhatározza, hogy Ewedownban marad.
|  | Itt a vége a cselekmény részletezésének! |

## Szereposztás
| Szerep                            | Színész                 | Magyar hangja (1. szinkron, 2011) |
| --------------------------------- | ----------------------- | --------------------------------- |
| Tamara Drewe újságírónő           | Gemma Arterton          | Pikali Gerda                      |
| Nicholas Hardiment, sikeres író   | Roger Allam             | Koroknay Géza                     |
| Beth Hardiment, Nicholas felesége | Tamsin Greig            | Spilák Klára                      |
| Glen McCreavy amerikai író        | Bill Camp               | Holl Nándor                       |
| Jody Long, Ben titkos rajongója   | Jessica Barden          | Tamási Nikolett                   |
| Andy Cobb, mindenes               | Luke Evans              | Szabó Máté                        |
| Casey Shaw, Jody barátnője        | Charlotte Christie      | Czető Zsanett                     |
| Ben Sergeant dobos                | Dominic Cooper          | Hamvas Dániel                     |
| Tess                              | Pippa Haywood           | Zborovszky Andrea                 |
| Diggory                           | John Bett               | Rosta Sándor                      |
| Eustacia                          | Bronagh Gallagher       | Nemes Takách Kata                 |
| Zoe                               | Josie Taylor            | Solecki Janka                     |
| Caitlin                           | Emily Bruni             | Gazdik Katalin                    |
| Lucetta                           | Cheryl Campbell         | Bókai Mária                       |
| Penny Upminster                   | Susan Wooldridge        | Koffler Gizella                   |
| Jody anyja                        | Alex Kelly              | N/A                               |
| Poppy Hardiment                   | Lola Frears             | N/A                               |
| Kisegítő eladó                    | Bosworth Acres-Debenham | N/A                               |

## A film bemutatója
A film zárt körű bemutatóját 2010. szeptember 6-án tartották az Odeon Leicester Square-ben. A szereplők és a stáb nagy része megjelent, továbbá Jack Gregson, Lily Allen és Stephen Fry.
A nyilvános premier szintén 2010. szeptember 6-án volt, a National Film Theatre-ben. A szereplők nagy része megjelent, továbbá a rendező, Stephen Frears, a forgatókönyv-író Moira Buffini és a könyv szerzője, Posy Simmonds. A film hosszú tapsot kapott, ezután a nézők kérdéseket tettek fel az alkotóknak.

## Fogadtatás
A film vegyes kritikákat kapott. Az Empire 4 csillagot adott a lehetséges 5-ből, és megállapította: „A film intelligensen vicces, pompás alakításokkal.”
Lisa Mullen kritikus azonban ezt írta a Sight & Sound-ban 2010 szeptemberében: „Képregényt filmre vinni trükkös dolog. A jól átlátható, grafikusan összesűrített anyagot, különösen a párválasztást a filmben trágár, zavaros és gonosz módon ábrázolják... Beth Hardiment figuráját Tamsin Greig visszafogottan és nyugodtan játssza.”

## Fordítás
Ez a szócikk részben vagy egészben  a   Tamara Drewe (film) című angol Wikipédia-szócikk fordításán alapul.  Az eredeti cikk szerkesztőit annak laptörténete sorolja fel. Ez a jelzés csupán a megfogalmazás eredetét és a szerzői jogokat jelzi, nem szolgál a cikkben szereplő információk forrásmegjelöléseként.